# دیگو بالبینوت
دیگو بالبینوت (انگلیسی: Diego Balbinot؛ زادهٔ ۷ ژانویهٔ ۱۹۸۴) بازیکن فوتبال اهل برزیل است.
از باشگاه‌هایی که در آن بازی کرده‌است می‌توان به باشگاه فوتبال والتا و باشگاه فوتبال نومه کالیو اشاره کرد.